# Daniel Gilbert
Daniel Todd Gilbert (nascido em 5 de novembro de 1957) é um psicólogo social e escritor estadunidense. Ele é professor Edgar Pierce de Psicologia na Universidade de Harvard e é conhecido por sua pesquisa com Timothy Wilson, da Universidade da Virgínia, sobre previsão afetiva. Ele é o autor do best-seller internacional Stumbling on Happiness, que foi traduzido para mais de 30 idiomas e ganhou o prêmio Royal Society Prize for Science Books de 2007. Ele também escreveu ensaios para vários jornais e revistas, apresentou uma série de televisão de não ficção na PBS e deu três palestras populares no TED.

## Vida e carreira
Gilbert abandonou o ensino médio aos 15 anos e passou um ano viajando de carona pelos Estados Unidos.  Mais tarde, ele obteve seu diploma de bacharel em psicologia pela Universidade do Colorado em Denver em 1981 e um doutorado em psicologia social pela Universidade de Princeton em 1985. De 1985 a 1996, ele foi membro do corpo docente da Universidade do Texas em Austin. Desde 1996, ele trabalha na Universidade de Harvard, onde atualmente é Professor Edgar Pierce de Psicologia.

## Obras
O livro de Gilbert de 2006, Stumbling on Happiness, foi um best-seller do New York Times e foi traduzido para mais de 40 idiomas. Ganhou o prêmio Royal Society Prize for Science Books de 2007 e foi incluído como um dos cinquenta livros-chave em psicologia em 50 Psychology Classics (2006) de Tom Butler-Bowdon.
Os ensaios de não ficção de Gilbert apareceram no The New York Times, Los Angeles Times, Forbes, Time e outros, e seus contos apareceram na Amazing Stories e na Isaac Asimov's Science Fiction Magazine, bem como em outras revistas e antologias. Ele foi convidado para vários programas de televisão, incluindo 20/20, The Today Show, Charlie Rose e The Colbert Report. Ele é o co-roteirista e apresentador da série de televisão Nova de 6 horas "This Emotional Life" , que foi ao ar na PBS em janeiro de 2010 e ganhou vários prêmios Telly.

## Prêmios e honrarias
Gilbert ganhou vários prêmios por seu ensino, incluindo o Harvard College Professorship e o Phi Beta Kappa Teaching Prize. Ele também ganhou prêmios por sua pesquisa, incluindo o Prêmio Científico Distinto da Associação Americana de Psicologia por Contribuição Inicial à Psicologia. Em 2008, ele foi eleito para a Academia Americana de Artes e Ciências. Gilbert recebeu o título honorário de Doutor em Letras do Bates College, em Lewiston, Maine, em 29 de maio de 2016  e um título honorário de Doutor em Ciências Sociais pela Universidade de Yale em 2021. Em 2019, ele recebeu o prêmio William James Fellow da Association for Psychological Science por suas contribuições à psicologia social.  Em 2024, foi eleito para a Sociedade Filosófica Americana. 